# Kewpie (mayonesa)
Kewpie (キユーピー Kyūpī?) es una marca japonesa especializada en mayonesa y salsas. Su receta de mayonesa se distingue de la tradicional por el uso de yemas de huevo y vinagre de arroz.

## Historia
La empresa fabricante de Kewpie, Shokuhin Kogyo Co., fue fundada en 1919 por Toichiro Nakashima y en un primer momento se dedicó a exportar salmón enlatado. Nakashima había descubierto la mayonesa mientras vivía en Estados Unidos como delegado del Ministerio de Agricultura y Comercio japonés, y se animó a desarrollar su propia marca industrial.
La mayonesa comenzó a venderse en 1925 bajo la marca Kewpie. Tanto el nombre como el logotipo, un bebé querubín, habían sido tomados de la muñeca Kewpie, un personaje muy popular cuando Nakashima vivía en Estados Unidos. La mayonesa se distinguió de otras marcas por el uso de yemas de huevo y vinagre de arroz para obtener un sabor más suave y cremoso. Entre 1943 y 1948, la producción de mayonesa se detuvo por escasez de suministros durante la Segunda Guerra Mundial y la posguerra.
En 1957, la empresa pasó a llamarse Kewpie Corp. Un año después lanzó un nuevo envase de plástico, con patrones rojos y el dibujo de un bebé Kewpie, que se ha convertido en símbolo de la marca. Las ventas se incrementaron en los años 1960 gracias al auge del estilo de cocina occidental (yōshoku) y varios ingredientes asociados a esta corriente, entre ellos la mayonesa.
Kewpie es la marca de mayonesa más vendida en Japón y desde los años 1990 se ha expandido mundialmente como producto de importación, con fábricas propias en China, Estados Unidos y Europa.

## Productos
El producto más popular de Kewpie es la mayonesa, distinguible de otras marcas por el uso de yemas de huevo y vinagre de arroz, junto con ingredientes como aceite vegetal y glutamato monosódico. Esto la distingue de la receta tradicional, que utiliza el huevo entero y aceite batidos. Tiene un pronunciado color amarillo y su sabor ha sido definido como suave y cremoso.
Además de mayonesa, Kewpie fabrica aliños para ensaladas y salsas.

## Cultura popular

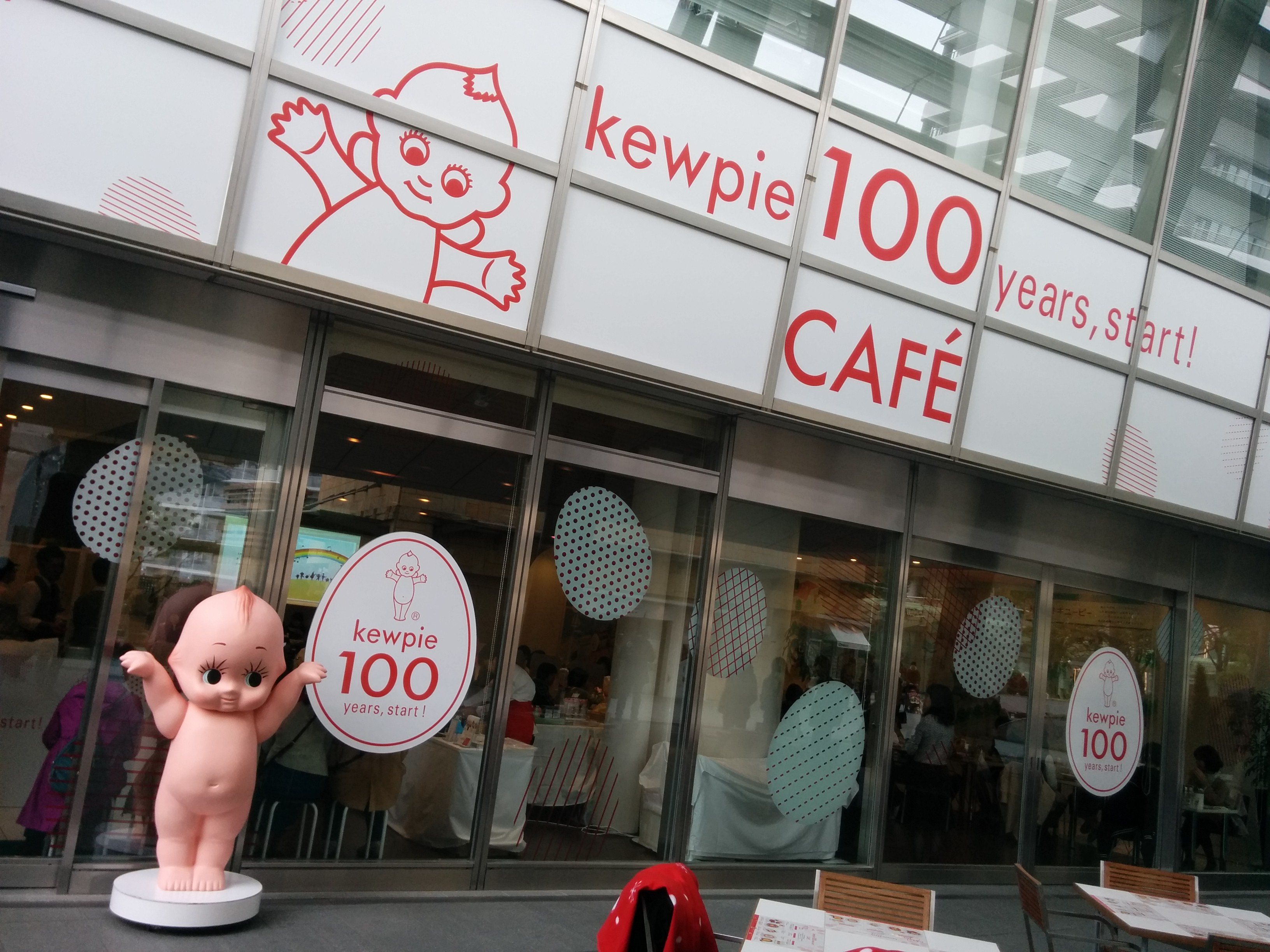
Decoración de Kewpie en Roppongi con motivo de su centenario.

Kewpie ayudó a popularizar la mayonesa como ingrediente de la cocina occidental japonesa desde los años 1950, y de hecho está considerada un ingrediente característico de la cocina japonesa a nivel internacional. La mayonesa suele utilizarse como aderezo para ensaladas, sándwiches, okonomiyaki, takoyaki, karaage y pizzas.
Uno de los aspectos más característicos de Kewpie es su imagen corporativa. El logotipo de la empresa es un bebé Kewpie, un personaje de historieta estadounidense que fue muy popular a comienzos del siglo XX. Nakashima llegó a un acuerdo en 1927 con su creadora, Rose O'Neill, para utilizar el personaje en sus envases.
En 1998, un empresario juguetero japonés demandó a Kewpie Corp. por presunta infracción de derechos de autor. La familia Nakashima alegó que eran propietarios de la marca comercial desde hacía 73 años y que el personaje era de dominio público, por lo que los tribunales fallaron a su favor.